# Blake Lucas
Blake Lucas (ur. 12 maja 1990) – australijski lekkoatleta, specjalizujący się w skoku o tyczce.
Reprezentował Australię podczas mistrzostw świata juniorów młodszych (Ostrawa 2007), jednak nie zaliczył żadnej wysokości w eliminacjach i odpadł z dalszej rywalizacji. Złoty medalista igrzysk wspólnoty narodów juniorów (Pune 2008). W 2008 wywalczył złoty medal mistrzostw kraju w kategorii juniorów, rok później powtórzył to osiągnięcie już w gronie seniorskim. 9. zawodnik Uniwersjady (Belgrad 2009).

## Rekordy życiowe
- skok o tyczce – 5,55 (2009)